# Деккер, Тейлор
Тейлор Деккер (англ. Taylor Decker; 23 августа 1993, Вандейлия, Огайо) — профессиональный футболист, выступающий на позиции тэкла нападения в клубе НФЛ «Детройт Лайонс». На студенческом уровне играл за команду университета штата Огайо, победитель национального чемпионата сезона 2014 года. На драфте НФЛ 2016 года был выбран в первом раунде под общим шестнадцатым номером.

## Биография
Тейлор Деккер родился 23 августа 1993 года в городе Вандейлия, расположенном к западу от Колумбуса. Он учился в старшей школе Батлер, играл за её футбольную и баскетбольную команды. После её окончания первоначально Деккер намеревался продолжить обучение в университете Нотр-Дам, но затем поступил в университет штата Огайо, за команду которого болел в детстве.

### Любительская карьера
В университет Деккер поступил в марте 2012 года. Он прошёл с командой предсезонные сборы, в турнире NCAA 2012 года сыграл во всех двенадцати матчах, большую часть времени выходя на поле в составе специальных команд. В 2013 году он занял место в стартовом составе и принял участие в четырнадцати играх. Нападение «Бакайс» по итогам сезона побило рекорды университета по количеству набранных очков, пасовых тачдаунов и общему количеству тачдаунов.
Чемпионат 2014 года он отыграл на позиции левого тэкла, приняв участие в пятнадцати матчах. Раннинбеки «Огайо Стейт» благодаря работе линии набрали 3967 ярдов, установив рекорд футбольной программы. Также команда обновила рекорды по числу пасовых тачдаунов и общему количеству тачдаунов. Сам Деккер сыграл в 1034 розыгрышах, в том числе 85 в финале плей-офф против «Орегон Дакс». В сезоне 2015 года он был выбран одним из капитанов команды. Всего за «Огайо Стейт» он сыграл в 54 матчах, 42 игры подряд начинал в стартовом составе.  

### Профессиональная карьера
Аналитик портала Yahoo Sports Эрик Эдхольм перед драфтом 2016 года отмечал опыт Деккера, характеризовал его как «рабочую лошадку» и сравнивал с бывшим игроком «Теннесси» Майклом Русом, который за десять сезонов в лиге не пропустил ни одного розыгрыша. Он выделял универсальность игрока, который мог бы действовать на позициях левого или правого тэкла и левого гарда в нападении, ориентированном на выносную игру из тяжёлых построений. На драфте Деккер был выбран «Детройтом» в первом раунде под общим шестнадцатым номером.
В мае 2016 года Деккер подписал с «Лайонс» четырёхлетний контракт с возможностью продления его на один сезон по инициативе клуба. Общая сумма сделки составила 10,97 млн долларов. В своём дебютном сезоне он сыграл в шестнадцати матчах регулярного чемпионата, действуя на позиции левого тэкла и не пропустив ни одного снэпа. Всего он провёл на поле 1037 розыгрышей, позволив соперникам сделать 4,5 сэка. Официальный сайт «Детройта» по итогам сезона назвал его лучшим линейным нападения в составе команды. Первую половину регулярного чемпионата 2017 года Деккер пропустил из-за травмы плеча и последующей операции. Его отсутствие стало одной из причин неудачного выступления линии нападения «Лайонс» в сезоне: в оптимальном составе эта часть команды сыграла лишь два матча, 95 из 980 розыгрышей. 
В 2018 году Деккер сыграл во всех шестнадцати матчах регулярного чемпионата. По итогам сезона сайт Pro Football Focus поставил ему оценку 70,4 баллов, он занял 36 место среди всех тэклов нападения лиги. В игре против «Лос-Анджелес Рэмс» он записал на свой счёт 11-ярдовый тачдаун на приёме, ставший для него первым за всё время, что он играет в футбол. Сезон 2019 года стал для него неоднозначным. Деккер сыграл в пятнадцати матчах команды и пропустил семь сэков, получив итоговую оценку 75,5 баллов. При этом во второй части сезона по оценкам Pro Football Focus он входил в число шести лучших левых тэклов НФЛ. В сентябре 2020 года он продлил контракт с клубом. Новое соглашение рассчитано до 2024 года, общая сумма контракта составила 60 млн долларов, из которых 35 млн являются полностью гарантированными. После этого Деккер вошёл в число десяти самых высокооплачиваемых тэклов нападения в лиге.
В регулярном сезоне 2020 года он провёл все шестнадцать матчей и сумел вернуться на уровень игры, показанный им в начале профессиональной карьеры. По итогам года Деккер получил от Pro Football Focus оценку 82,0 балла, войдя в десятку лучших тэклов нападения лиги. В 2021 году за несколько дней до старта сезона он получил травму пальца, после чего был вынужден первые восемь матчей команды. В оставшихся девяти он провёл на поле 95 % всех розыгрышей нападения, с его возвращением на более высоком уровне начал играть квотербек Джаред Гофф. В регулярном чемпионате 2022 года Деккер полностью отыграл все семнадцать матчей, не пропустив ни одного розыгрыша. Во второй половине сезона он и его партнёр по команде Пенеи Суэлл пропустили всего два сэка, после чего были включены в список запасных игроков на Пробоул.